# Pierre de Coninck de Merckem
Pierre Hélie FloreThéodore Marie de Coninck de Merckem (Merkem, 17 februari 1882 - 13 juli 1963) was een Belgisch senator en burgemeester.

## Levensloop
Baron De Coninck was een zoon van senator en burgemeester Charles de Coninck de Merckem. Hij leefde grotendeels als ambteloos burger op zijn kasteel in Merkem. Hij trouwde met Marie-Henriette Fraeys de Veubeke (1880-1980) en ze kregen vier kinderen.
Vanaf 1907 werd hij gemeenteraadslid en burgemeester van Merkem, een ambt dat hij vervulde tot aan zijn dood, met twee onderbrekingen (1919-1925 als arrondissementscommissaris, 1942-1944 afgezet door de bezetter). Zijn dochter, barones Françoise de Coninck de Merckem (1926 - 2023) was na hem nog burgemeester van Merkem tot aan de fusie met Houthulst (1971-1976).
In 1908 werd hij verkozen tot provincieraadslid voor het kanton Diksmuide en vervulde dit ambt tot in 1925.
In 1919 werd hij benoemd tot arrondissementscommissaris voor het arrondissement Veurne-Diksmuide en bleef dit tot hij in 1925 verkozen werd tot katholiek senator voor hetzelfde arrondissement, een mandaat dat hij uitoefende tot in 1929.